# Upper Campbell Lake
Upper Campbell Lake är en sjö i Kanada.   Den ligger i provinsen British Columbia, i den sydvästra delen av landet, 3 700 km väster om huvudstaden Ottawa. Upper Campbell Lake ligger 222 meter över havet. Arean är 66 kvadratkilometer. Den sträcker sig 48,8 kilometer i nord-sydlig riktning, och 15,9 kilometer i öst-västlig riktning.
I omgivningarna runt Upper Campbell Lake växer i huvudsak barrskog. Trakten runt Upper Campbell Lake är nära nog obefolkad, med mindre än två invånare per kvadratkilometer.